# Marin Barišić
Marin Barišić (Vidonje, 24. ožujka 1947.) prelat je Katoličke Crkve i umirovljeni nadbiskup splitsko-makarski.

## Životopis
Osnovnu školu završio je u Vidonjama i Metkoviću, a srednju školu u Dubrovniku i Splitu. Studij teologije započeo je u Splitu, a nastavio u Rimu na Papinskom lateranskom sveučilištu gdje je diplomirao. 1974. godine upisao je poslijediplomski studij na istom sveučilištu, a dovršio ga je 1996. godine doktoratom iz biblijske teologije na papinskom sveučilištu Gregoriani s temom "La Galilea e Gerusalemme negli studi recenti : il problema nei racconti pasquali"
Za svećenika je zaređen 14. srpnja 1974. u Vidonjama. Vrativši se sa studija, od 1978. do 1979. obavljao je službu prefekta u Nadbiskupskom sjemeništu u Splitu. Od 1979. do 1993. bio je župnik župe Pohođenja BDM Spinut u Splitu.
Od 1981. uz župničku službu bio je i profesor na Teologiji u Splitu gdje je predavao svetopisamske predmete. 
Papa Ivan Pavao II. 3. kolovoza 1993. imenovao ga je za naslovnog biskupa biskupije Feradi Maggiore u Italji i ujedno ja je odredio za pomoćnog biskupa Splitsko-makarske nadbiskupije. Zaređen je 17. listopada iste godine u Splitu.Glavni zareditelj bio je splitsko-makarski nadbiskup i metropolit Ante Jurić,a suzareditelji tadašnji apostolski nuncij u RH Giulio Einaudi i rimski pomoćni biskup Giuseppe Mani.
Godine 1998. bio je na čelu splitskog Odbora za pripravu pastirskog pohoda Ivana Pavla II. Splitu i Solinu. Sveti otac Ivan Pavao II. imenovao ga je splitsko-makarskim nadbiskupom 21. lipnja 2000., a svečano je preuzeo službu splitsko-makarskoga nadbiskupa metropolita 26. kolovoza 2000. godine u konkatedrali sv. Petra u Splitu.
Nakon što je navršio 75 godina i predao odreknuće od službe, papa Franjo prihvatio je njegovo odreknuće dana 13. svibnja 2022. Na mjestu nadbiskupa naslijedio ga je dotadašnji koadjutor, Dražen Kutleša.